# 普萊曾特高原
普萊曾特高原（英語：Pleasant Plateau）是南極洲的高原，位於奧次地，處於布蘭克峰以西，屬於布朗山脈的一部分，由威靈頓維多利亞大學的探險隊測量，現時由南極條約體系管理。